# Goraj (Lublin)
Goraj is een dorp in het Poolse woiwodschap Lublin, in het district Biłgorajski. De plaats maakt deel uit van de gemeente Goraj en telt 1100 inwoners.